# Hautmont
Hautmont (in olandese Hogeberg) è un comune francese di 14 706 abitanti situato nel dipartimento del Nord nella regione dell'Alta Francia.
Si trova sulle rive del fiume Sambre.

## Storia
Il centro abitato ebbe origine tra il VII e l'VIII secolo, sorgendo intorno all'Abbazia di Haumont, fondata nel 643 da Madelgario di Soignies, nobile franco del VII secolo, di probabili origini irlandesi, che fondò l'abbazia, si fece monaco prendendo il nome di Vincenzo e dalla sua morte è venerato come santo (ricorrenza 14 luglio).
All'inizio della Rivoluzione francese (1789) il villaggio di Hautmont contava 552 abitanti.

## Cronaca contemporanea
La sera del 3 agosto 2008 la cittadina è stata devastata da un tornado di intensità F4 che durante il suo tragitto di 19 km ha ucciso 3 persone. Tale tornado è risultato il più intenso degli ultimi 40 anni in Francia

## Società

### Evoluzione demografica
Abitanti censiti